# 奥浩哉
奥 浩哉（おく ひろや、男性、1967年9月16日 - ）は、日本の漫画家。福岡県福岡市出身。代表作は『GANTZ』。コミックスの累計発行部数は3000万部を超える。デビュー作である『変[HEN]』を連載していた当時のペンネームは久遠矢広。

## 人物
非常に特徴的なタッチの持ち味。元々は、大友克洋や池上遼一の影響を受け、劇画路線を目指していた。『GANTZ』が代表作として知られるが、それ以前の『変[HEN]』と『HEN』の2作品の成功により名を知られるようになった。この2作品はともに同性愛をテーマにしたもので、そのためよく同性愛者と間違われることがあるが、奥本人は結婚しており、それを否定している。
暴力や性的描写、世間ではタブーとされている事柄などを描くことが多く、特に奥の短編『観察日記』は衝撃的ともいえるものである（『奥浩哉短編集「黒」』に収録）。山本直樹に師事した時期があり、山本がキャラクターデザインを担当した成年向けアニメの小説の挿絵などを代筆に近い形で描いたこともある。
マンガの背景にデジタル処理を用いた草分け的存在として知られる。Macintoshコンピュータによって作られた3DのCGなどを採り入れ『01 ZERO ONE』や『GANTZ』ではその結果として、極めてリアルな背景が描かれている。但し、3DCGの背景（≒街）データは膨大なものであり、劇中における地域が変わるその都度、データを新規に作製する必要も生じる。これは普通に（必要な画のみを原稿用紙に描けば済む）手描き作業で行うよりも作画時間が増えてしまう形となり、CG作画のデメリットでもある。実際に『01 ZERO ONE』のクオリティは財産を使い果たす程の投資があったからこそで、連載時は金銭的に大変苦しかったと語っている。『いぬやしき』は現代劇であることから、背景に写真加工を多用している。写真データに記録された撮影情報を元に3DCGをあわせて背景を合成することもあるが、主は写真。空間表現の追求のためドローンを利用した撮影や、ヘリコプターをチャーターした空撮に投資している。
自他共に認める巨乳好きで、漫画の本編とは全く関係ない巨乳の女の子の挿絵が、『GANTZ』の扉絵を頻繁に飾ることが多かった。また大友克洋が『AKIRA』『気分はもう戦争』などに用いていた乗用車やバイクのテールランプが残像する表現手法をもとに、乳房の激しい揺れを乳首の残像によって表現する技法を考案、『変』で採用した。本人が述懐する通り、他の漫画家にもしばしば用いられている。
GANTZは必殺シリーズを現代SF風にアレンジすることから着想を得ている。奥は「『GANTZ』『いぬやしき』でやってることって『ドラえもん』の世界観に近い」と述べている。時代劇の『必殺シリーズ』が好きで、好きな映画は『ダイ・ハード』。GANTZの準主人公である加藤（加藤勝）の「何で俺がこんな目に」と思いながらも戦う様は『ダイ・ハード』のジョン・マクレーンの影響があると語っている。また、加藤については、作者が一番好きなキャラである。ネコ耳が特に根拠は無く嫌いであり、GANTZで一瞬で殺される星人にする案もあった。なお、この案は2005年に発売されたPlayStation 2用ゲームソフト『GANTZ THE GAME』において採用されており、ネコみみ星人として登場する。
スピッツの草野マサムネとは幼馴染。
『GANTZ』『いぬやしき』などに2ちゃんねる風の掲示板がよく登場するが、奥本人はインターネット上で自分の作品に関わる掲示板を読まないようにしていると『GANTZ』のオニ星人編のあとがきで語っている。『GIGANT』では若者の2ちゃんねる離れが進んだからか、Twitter風のSNSが多くなっている。
2022年10月1日、SNSや掲示板、まとめサイトでのデマ拡散並びに誹謗中傷に対して法的措置（開示請求）を取ると発表。「SNS、匿名掲示板、まとめサイトから僕に対する誹謗中傷を書いた人物を絞って貰いました。アカ消してももう手遅れなのでこころあたりがある人は一年以内に訴状が届くと思うので、覚悟はしておいて下さい。訴訟費用全額請求するのでよろしくお願いします。」と行動に移したことを明らかにした。
2024年8月16日、日本テレビ系列の『川島・山内のマンガ沼』という番組に対して「マンガ沼たまに観てるけど なんか僕のこと呼び捨てで馬鹿にした感じで喋ってるし 将来的に取材依頼とか来ても絶対受けないと思う」「てゆうか、なんかした？俺？」と苦言を呈した。

## 受賞
1988年 - ヤングジャンプ青年漫画大賞準入選（『変』）。

## 作品リスト
変[HEN]
デビュー作。恋愛を軸とした内容。
1988年に青年漫画大賞で準入選した『変』が原型。後に『へん』としてリメイク。不定期連載の末、1992年から『週刊ヤングジャンプ』（集英社）連載。
1996年4月 - 5月に『変[HEN] 鈴木くん 佐藤くん』としてテレビドラマ化され、佐藤藍子（1話目のみ「x」表記で誰が演じているのか伏せられていた）が恋人の佐藤役を演じ、鈴木くんを青木伸輔が演じた。
HEN
『変[HEN]』の続編。百合を軸とした内容。『変[HEN]』に登場したキャラも登場している。
1996年5月 - 6月に前作の後番組として『HEN Vol.2 ちずるちゃん・あずみちゃん』というタイトルでドラマ化。ちずるを城麻美、あずみを木内美穂が演じた。設定上、男性の需要に応える形でこちらはビデオ化されていた。また青木は別役で出演しており、佐藤は一話のみ友情出演した。
01 ZERO ONE
1999年から2000年まで『週刊ヤングジャンプ』で連載。
GANTZ
代表作。SFバトルを軸とした内容。
2000年31号から2013年29号まで『週刊ヤングジャンプ』で連載。2004年にテレビアニメ化、2011年には2部作で実写映画化、2016年10月にはフル3DCGアニメ映画化、2018年1月には舞台化もされた。
奥浩哉短編集「赤」
「好」、「嫌」、「糸」、「雑」、「熱」が収録された短編集。
奥浩哉短編集「黒」
「黒」、「缶」、「へん」、「宿」、「変」、「観察日記」が収録された短編集。
め〜てるの気持ち
2006年40号から2007年27号まで『週刊ヤングジャンプ』で連載。全3巻。
奥せんせいの漫画の描き方講座!
『週刊ヤングジャンプ増刊マンタロー2007』に掲載。読み切り作品。
GANTZの素 -奥浩哉とSF映画物語-
『ミラクルジャンプ』（集英社）で連載。後に大幅に加筆修正・再編集され『GANTZなSF映画論』として発売された。
いぬやしき
2014年4号から2017年16号まで『イブニング』（講談社）で連載。奥にとって、講談社から刊行されている雑誌での初めての連載となる。
GIGANT
2018年1号から2021年20号まで『ビッグコミックスペリオール』（小学館）で連載。奥にとって、小学館から刊行されている雑誌での初めての連載となる。

## 原案
GANTZ:G
『ミラクルジャンプ』で連載。作画はイイヅカケイタ。
GANTZ:E
2020年6・7合併号から『週刊ヤングジャンプ』で連載。作画は花月仁。

## 挿し絵
- 新くりいむレモン 5時間目のヴィーナス

## 関連人物
山本直樹
師匠。
飛龍乱
山本の現場でのアシスタント仲間。
武田一義
2006年ごろからアシスタントを務めた。2010年に病気療養で一時休職後、最終話まで務めている。